# Montagnes du Porc-Épic
Pour les articles homonymes, voir Porc-Épic (homonymie).
Les montagnes du Porc-Épic (Porcupine Mountains en anglais) sont une chaîne de petites montagnes traversant le nord-ouest de la péninsule supérieure de l’État de Michigan, dans les comtés d'Ontonagon et de Gogebic, près du rivage du lac Supérieur. Cette région fait partie du Porcupine Mountains Wilderness State Park. Les montagnes du Porc-Épic ont été appelées ainsi par les personnes indigènes d'Ojibwa, parce que leur silhouette a la forme d'un porc-épic.
Au XIXe siècle, des mines ont servi à l’extraction du cuivre. Elles possèdent également une grande forêt primaire, où est présente une grande population d'ours noirs. Cette région est touristique, particulièrement le lac des Nuages (Lake of the Clouds) au cœur des montagnes.
Le principal trait de la géologie des montagnes du Porc-Épic est le long escarpement de basalte et de conglomérat, parallèle aux rivages du lac Supérieur et du lac des Nuages, un prolongement du gisement de cuivre découvert au nord-est, sur la péninsule de Keweenaw. La seconde ligne de crête à l’intérieur des terres, du côté opposé au lac des Nuages, comprend le Summit Peak, le point culminant de ces montagnes, à 595 m d’altitude. Il y a de nombreuses chutes d'eau, des marais et des lacs entre les falaises, notamment sur le cours de la rivière Presque Isle, à l’extrémité occidentale du parc.
Le parc d'État des Montagnes du Porc-Épic (Porcupine Mountains State Park) a été créé en 1945 pour protéger la dernière forêt primaire restant au Michigan. Il a reçu son nom actuel en 1972.

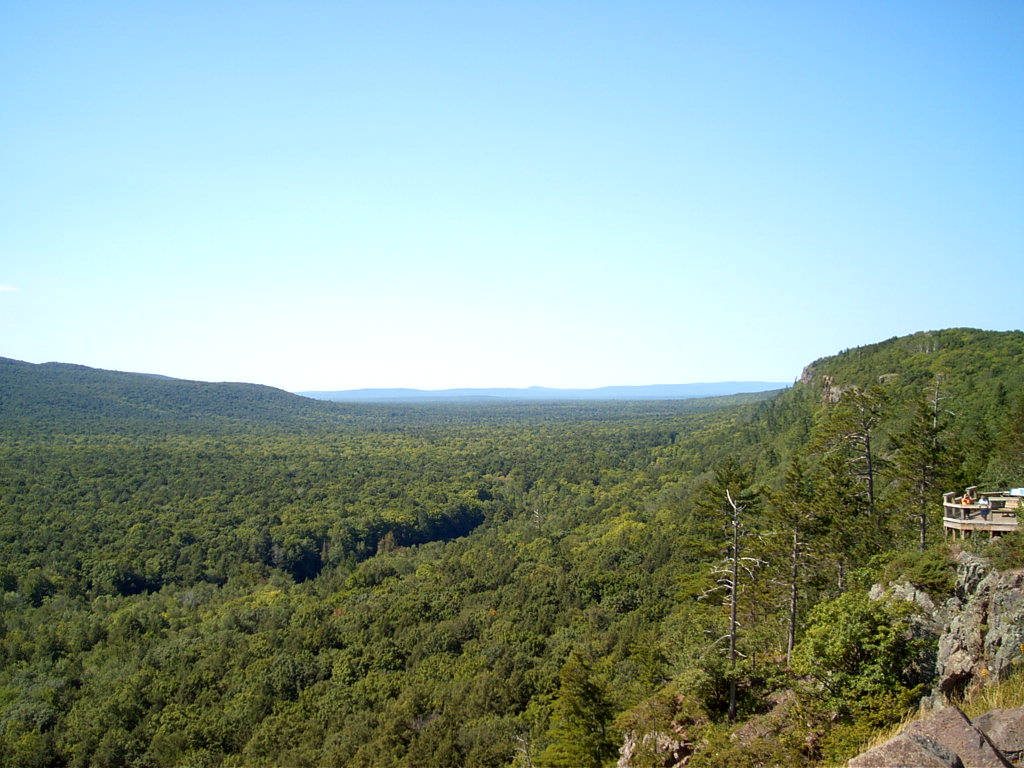
Vue des montagnes du Porc-Épic.